# Axel Julius De la Gardie
Axel Julius De la Gardie, född 1637, död 17 maj 1710 i Stockholm, var en svensk greve, militär och ämbetsman.

## Biografi
Han var yngste son till Jacob De la Gardie och Ebba Magnusdotter Brahe.
De la Gardie blev 1656 major vid Livgardet, 1660 överste för Västgöta regemente till häst, 1664 generalmajor av kavalleriet och överste för Livgardet. 1666 blev han general, 1674 riksråd och fältmarskalklöjtnant. Som sådan erhöll han befälet i Finland med särskilt uppdrag att förbereda sig inför ett fruktat ryskt anfall. År 1677 fick De la Gardie ledningen för försvaret mot Norge i Jämtland och Bergslagen. Han var generalguvernör i Estland 1687–1704, där han en kort tid var chef för De la Gardies estländska regemente. Dock så entledigades han, då han inte ansågs ha visat tillräcklig kraft och duglighet under de pågående ryska anfallen och återvände till Sverige, men behöll sin plats i riksrådet.
Han gifte sig i Stockholm den 15 december 1664 med friherrinnan Juliana Forbus (1646–1701), dotter till Arvid Forbus och Bureättlingen Margareta Boije af Gennäs, dottersons dotter till Hans Larsson Björnram. De bodde i Stockholm i Forbus palats på Blasieholmen, sedermera känt som det Norska Ministerhotellet.
Axel Julius och Sofia skänkte predikstolen till Fittja kyrka 1688. Paret är begravda under högaltaret i Riddarholmskyrkan tillsammans med döttrarna, det två förstfödda sönerna, en sonhustru samt Sofias föräldrar.
Barn: 
1. Jakob De la Gardie (1665–1667)
2. Ebba Margareta De la Gardie (1666–1667)
3. Adam Carl De la Gardie (1668–1721)
4. Ebba Juliana De la Gardie (1669–1669)
5. Sofia Juliana De la Gardie (1670–1672)
6. Magnus Julius De la Gardie (1674–1741)
7. Pontus Fredrik De la Gardie (1677–1708)